# Calzadilla de Tera
Calzadilla de Tera es un municipio y localidad española de la provincia de Zamora, en la comunidad autónoma de Castilla y León. Se sitúa en la comarca de Benavente y Los Valles.
El término municipal incluye la pedanía de Olleros de Tera, en la que cada sábado anterior al segundo domingo de septiembre tiene lugar la popular romería de Nuestra Señora de Agavanzal, en la ermita que lleva su mismo nombre.

## Geografía
Calzadilla de Tera pertenecen a la comarca de Benavente y Los Valles, encontrándose situados en un llano junto a la margen derecha del río Tera.

## Historia
El pueblo es un devenir de civilizaciones donde moraron, convivieron y evolucionaron varias culturas. Así, en época prerromana, la civilización celta, enclavada en la zona de la Cancilla, encima de las Peñas del Cirillico, dejaron varios petroglifos en dichas peñas (la media luna, adorada por los celtas, que con el paso del tiempo pasó a ser la herradura del caballo de Santiago y la pisada de una oveja). Costumbres como la realización de trabajos comunales han perdurado hasta nuestros días.
Posteriormente, la civilización romana dejó su impronta en el área de Calzadilla, que era zona de paso del río Tera de la antigua vía Augusta XVII, que unía Astorga con Braga, por donde los romanos transportaban el oro de las Médulas hasta el Atlántico. Recientemente se ha encontrado un mosaico de extraordinaria importancia dentro del casco urbano. Y en la cuesta del Sobradillo años atrás se encontraron restos relacionados con una fragua posiblemente, al haber tenido allí lugar una necrópolis.
Tras la invasión árabe de la Península, en Calzadilla perduran relatos relacionados con los árabes. Así, existe el paraje de la "Casa del Moro", situada en la cuesta Centinela, que la leyenda atribuye a una familia musulmana que allí vivía y pagaba en la fonda del pueblo con antiguas monedas, y donde los relatos populares hablan de ladrillos encontrados en aquel lugar.
En la Edad Media, a partir del siglo X, el territorio en el que se asienta la localidad quedó integrado en el Reino de León, cuyos monarcas habrían emprendido la repoblación del pueblo. Estos monarcas implantarían la civilización cristiana, dejando en el pueblo los símbolos antes mencionados de la herradura del Caballo de Santiago y las patronas del pueblo Santas Justa y Rufina y la Virgen de la O, traídas de Sevilla por la vía de la Plata.
Posteriormente, en la Edad Moderna, Calzadilla fue una de las localidades que se integraron en la provincia de las Tierras del conde de Benavente y dentro de esta en la receptoría de Benavente. No obstante, al reestructurarse las provincias y crearse las actuales en 1833, la localidad pasó a formar parte de la provincia de Zamora, dentro de la Región Leonesa, quedando integrada en 1834 en el partido judicial de Benavente.

## Geografía humana

### Demografía
Cuenta con una población de 287 habitantes (INE 2024).
| Gráfica de evolución demográfica de Calzadilla de Tera entre 1842 y 2021 |
| |
| Población de derecho según los censos de población del INE Población de hecho según los censos de población del INEEn este censo se denominaba Calzadilla: 1842 Entre el censo de 1857 y el anterior, crece el término del municipio porque incorpora a 495087 (Olleros de Tera) y 495099 (Pumarejo de Tera) |

## Símbolos

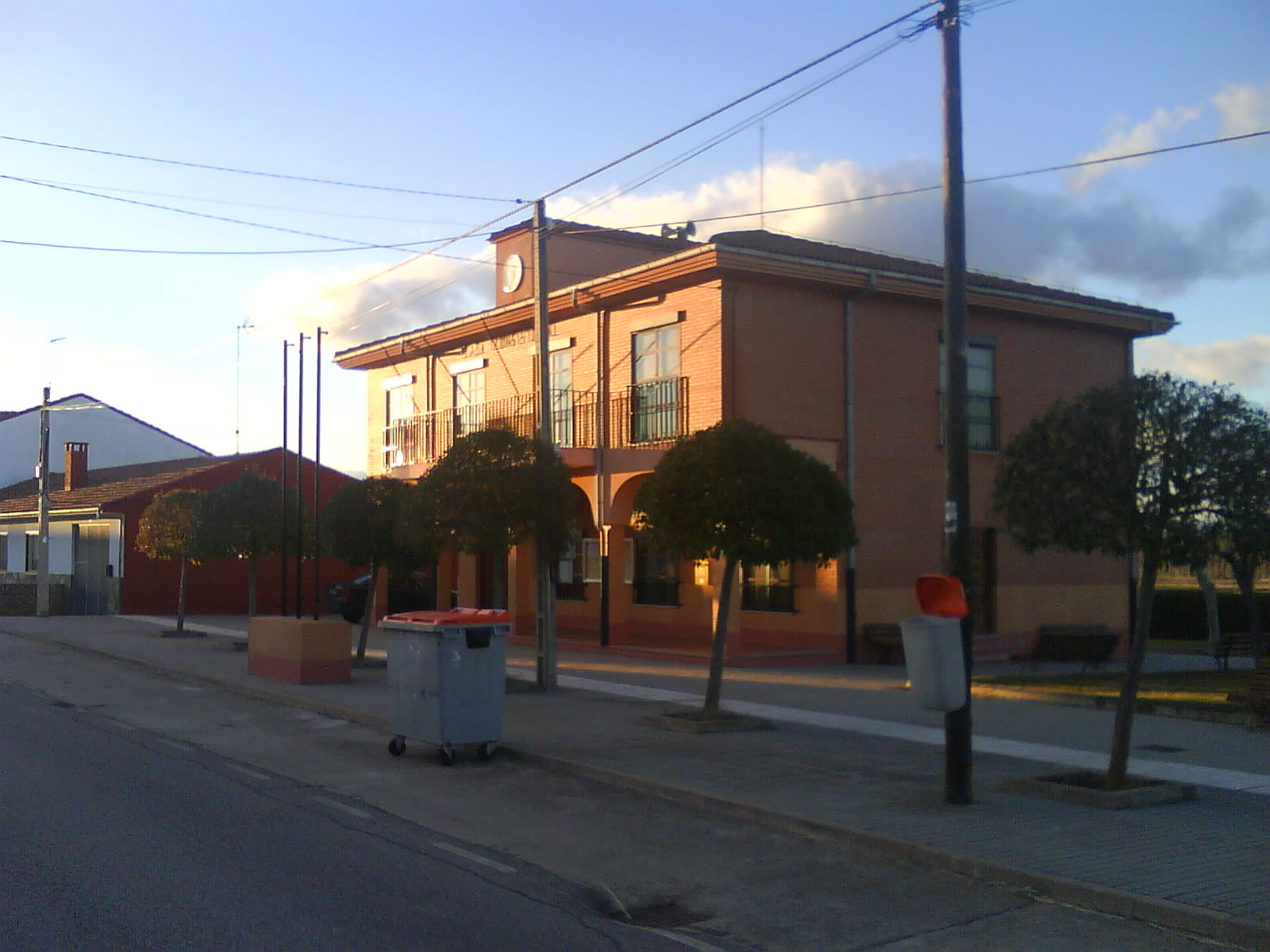
Casa consistorial

El pleno del ayuntamiento de Calzadilla de Tera, en sesión celebrada el día 24 de febrero de 2022, acordó aprobar la Memoria histórica, justificativa de la pretensión en que se basa la propuesta de la adopción del escudo y de la bandera municipal, con la siguiente descripción:
{{Cita|ESCUDO: Cuartelado. Primero, de azur, espada de plata, con la punta hacia abajo, de cuya empuñadura surgen dos alas de lo mismo, y cuya hoja va cargada con un escudo de plata con una cruz de gules. Segundo, de oro, vasija de barro en su color. Tercero. de oro, paloma de plata en vuelo, rodeada por un círculo de flores de agavanza al natural. Cuarto, de azur, puente de tres ojos de oro, aclarado de azur, sobre ondas de plata y azur. Brochante sobre el todo, venera de plata. Al timbre, corona real cerrada.|Boletín Oficial de Castilla y León n.º 86 de 06 de mayo de 2022
{{Cita|BANDERA: Paño rectangular cuya longitud es una vez y media su altura. Dividido verticalmente en cinco franjas. La del centro, de color blanco y con una anchura equivalente a ⅓ de la longitud total del paño, y cargada en el centro con el escudo anteriormente descrito, con una altura equivalente a 2/3 de la altura del paño. A cada lado de la franja central, una franja de color verde, y en los extremos del paño otras dos, de color rojo; la anchura de cada una de estas cuatro franjas será de 1/6 de la longitud total del paño.|Boletín Oficial de Castilla y León n.º 86 de 06 de mayo de 2022

## Cultura

### Patrimonio
En el municipio destaca la iglesia antigua de estilo románico con campanario, en cuyo interior se podía observar su retablo de estilo barroco, que fue rehabilitado en 1773 y ahora está en la iglesia nueva en honor a Santa Justa y Santa Rufina, construida  con la colaboración del pueblo, que participó aportando dinero o ayudando materialmente en la obra.
En 2009 se realizó una restauración del retablo y reforma general de la iglesia nueva.
En el pueblo también hay una ermita, en la que se encuentra la representación de la virgen encinta, La Virgen de la O.
En la vía Romana XVII se encuentra un miliario, también las peñas del Cirillico y el Llar, para ver los restos del antiguo caño y el molino.
Otro monumento importante sería la antigua Casa Rectoral, que tiene un campanín, rematado con azulejos al estilo andaluz. El resto de la casa sigue la arquitectura tradicional de la zona, en la ejecución de la mampostería con piedra del país y el pórtico de la entrada principal.

### Fiestas
Las fiestas patronales se celebran los días 18, 19 y 20 de julio, en honor a las patronas del pueblo Santas Justa y Rufina:
- El día 18 se inicia la víspera, en la que el ayuntamiento invita a una merienda a todo el pueblo en las Escuelas viejas, y se disparan cohetes. Por la noche hay verbena.
- El día 19 por la mañana se celebra la misa sacramental y procesión por las calles, por la tarde se realizan los juegos infantiles, a continuación se recorre el pueblo con una charanga. Por la noche se realiza el baile con orquesta.
- El día 20 se celebra la misa por los difuntos en la mañana, por la tarde hay partidos de fútbol y juegos para niños y mayores. Por la noche baile con orquesta y chocolatada.

El 18 de diciembre se celebra la fiesta en honor a la virgen de la O. Y en el mes de mayo se celebra La novena, en el que las mujeres del pueblo cantan una loa a la virgen y el mozo lleva el ramo. Después se subastan bollos y roscas.
Otra fiesta que se celebra es la de Los Cazadores, en la que estos invitan al pueblo a una merienda y baile. Suele ser a finales de agosto.